# Dolonkowie

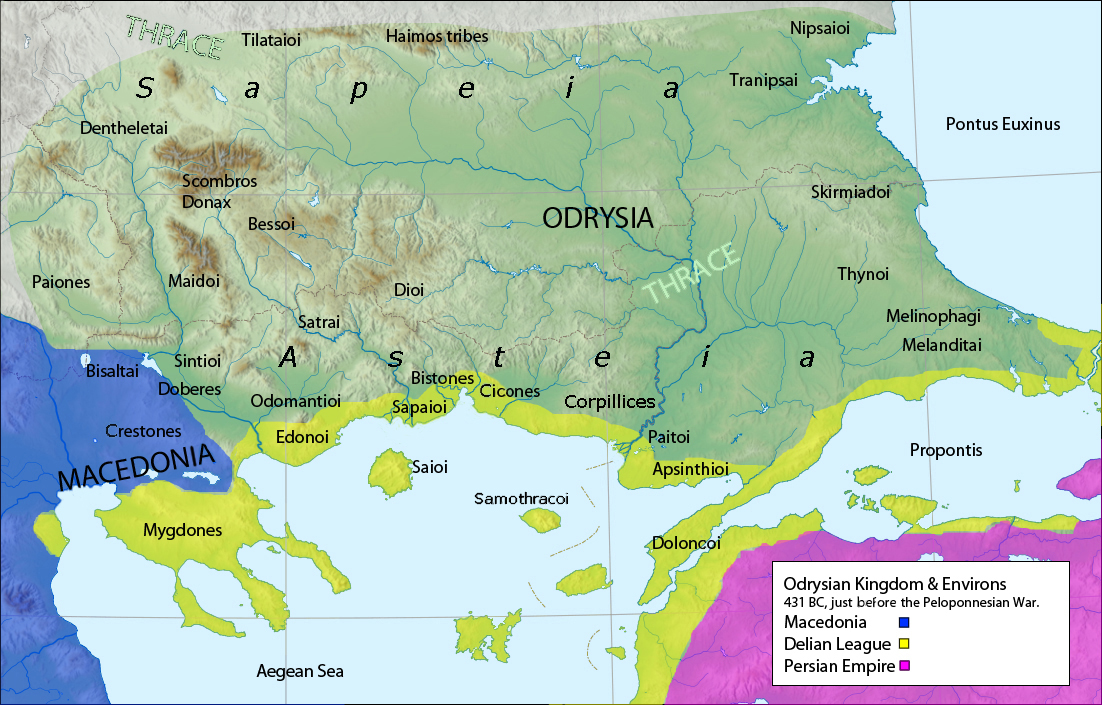
Umiejscowienie plemion trackich na mapie

Dolonkowie – trackie plemię, żyjące w VI w. p.n.e. na terenie Chersonezu Trackiego (dzisiaj półwysep Gallipoli).
Lud został wspomniany przez Herodota w jego Dziejach. Mieli oni być uciskani przez sąsiednie plemię Apsiantiów. Próbując uratować swoją fatalną sytuację, poselstwo Dolonków ruszyło do wyroczni w Delfach w nieznanym dokładnie roku w czasie trwanie VI stulecia p.n.e. Tam natomiast usłyszeli odpowiedź, że mają wziąć na przywódcę pierwszego tego, który ich ugości. Szli przez Fokidę i Beocję, a nikt nie chciał ich przyjąć. Dopiero w Atenach pomocną rękę wyciągnął Miltiades Starszy z arystokratycznego rodu Filajdów. Dolonkowie poprosili go, aby objął nad nimi dowódcę, a ten niechętny rządzącemu obecnie w Atenach Pizystratowi przystał na tę propozycję. Kiedy przepowiednia delijska potwierdziła, że to dobra decyzja, Miltiades wziął ochotników i ruszył do Chersonezu. Kazał zbudować wielkie mury, które odegnały od tych ziem najeźdźców, tak więc Dolonkowie byli bardzo mu wdzięczni. Miltiades szybko zaczął cieszyć się dużą popularnością wśród tego ludu, a po jego śmierci regularnie urządzano igrzyska na jego cześć. Pozwolono także wstępować na stanowisko tyrana innym przedstawicielom tego samego rodu.
Oczywiście nie należy wykluczyć tego, że Herodot ubarwił piękną opowieścią zwykły podbój. Wydaje się bowiem mało prawdopodobne, że trackie plemię z własnej woli dało się rządził ateńskiemu arystokracie.